# دستور تونس 1959
دستور الجمهورية التونسية هو الدستور الذي يسيّر السلطات التشريعية والتنفيذية والقضائية في تونس. صدر في 1 يونيو 1959 بعد امضاء رئيس الجمهورية التونسية الحبيب بورقيبة عليه. وهو يتكون من 78 فصلا (نسخة 2002). وعليه تعتبر تونس دولة دستورية يسير دستورها كافة السلطات. 

تم تعليق العمل به في مارس 2011, وتم تعويضه مؤقتا بقانون التنظيم المؤقت للسلط العمومية وقد صودق في 27 جانفي على الدستور الجديد لسنة 2014 من قبل المجلس الوطني التأسيسي التونسي.

## الدستور
| الباب | عنوان الباب                 | الفصول |
| ----- | --------------------------- | --- |
| -     | التوطئة                     | - |
| I     | أحكام عامة                  | من الفصل 1 إلى الفصل 17                                                                                           |
| II    | السلطة التشريعية            | من الفصل 18 إلى الفصل 36                                                                                          |
| III   | السلطة التنفيذية            | الفصل 37. القسم الأول: رئيس الجمهورية: من الفصل 38 إلى الفصل 57. القسم الثاني: الحكومة: من الفصل 58 إلى الفصل 63. |
| IV    | السلطة القضائية             | من الفصل 64 إلى الفصل 67.                                                                                         |
| V     | المحكمة العليا              | الفصل 68. |
| VI    | مجلس الدولة                 | الفصل 69. |
| VII   | المجلس الإقتصادي والإجتماعي | الفصل 70. |
| VIII  | الجماعات المحلية            | الفصل 71. |
| XIV   | المجلس الدستوري             | من الفصل 72 إلى الفصل 75.                                                                                         |
| X     | تنقيح الدستور               | من الفصل 76 إلى الفصل 78.                                                                                         |

## التنقيحات
منذ سنة 1959، تم تنقيح الدستور عدة مرات وهي؛
- 1 يوليو 1965: القانون عدد 23-65 الذي عدل الفصل 29.
- 30 يونيو 1967: القانون عدد 23-67 الذي يعدل الفصل 29.
- 31 ديسمبر 1969: القانون عدد 63-69 الذي عدل الفصل 51.
- 19 مارس 1975: القانون عدد 13-75 الذي يعدل الفصلين 40 و51.
- 8 أبريل 1976: القانون 37-76 الذي يعدل ويكمل الدستور.
- 9 يونيو 1981: القانون 47-81 الذي يعدل عدة فصول يغير عبارة «مجلس الأمة» بعبارة «مجلس النواب».
- 9 سبتمبر 1981: القانون 78-81 الذي ينظم الانتخابات التشريعية المبكرة.
- 25 يوليو 1988: القانون 88-88 الذي يعدل الدستور.
- 8 نوفمبر 1993: القانون 93-105 المتعلق بالولايات التشريعية والرئاسية المقبلة.
- 6 نوفمبر 1995: القانون 90-95 المتعلق بالمجلس الدستوري للجمهورية.
- 27 أكتوبر 1997: القانون 65-97 الذي يعدل ويكمل بعض الفصول.
- 2 نوفمبر 1998: القانون 76-98 الذي يحتوي على تعديلات للفقرة الأولى من الفصل 75.
- 30 يونيو 1999: القانون 52-99 الذي يضيف عدة نقائص للفقرة الثالثة من الفصل 40
- 1 يونيو 2002: القانون 51-2002 الذي يعدل عدة فصول.
- 13 مايو 2003: القانون 34-2003 الذي يضيف عدة نقائص للفقرة الثالثة من الفصل 40.